# Chou de Milan
Brassica olearacea var. sabauda
Variété
Synonymes
- Brassica oleracea var. bullata DC., pro parte majore
- Brassica oleracea subsp. sabauda (L.) Schübl. & G. Martens

Classification phylogénétique
Le chou de Milan, chou de Savoie, chou cloqué, chou frisé, chou vert frisé ou chou pommé frisé (Brassica oleracea var. sabauda L.), est une variété de chou Brassica oleracea. C'est une plante herbacée de la famille des Brassicacées (crucifères), sous-famille des Brassicoideae, cultivée comme plante potagère pour ses feuilles et sa pomme, c'est-à-dire le cœur composé de feuilles serrées et comprimées, et consommée comme légume.
Le chou de Milan est une plante herbacée bisannuelle qui produit une pomme tendre, moins compacte que celle du chou blanc.
Cette variété de chou présente des feuilles fripées ou gaufrées caractéristiques.

## Principalesvariétés cultivées

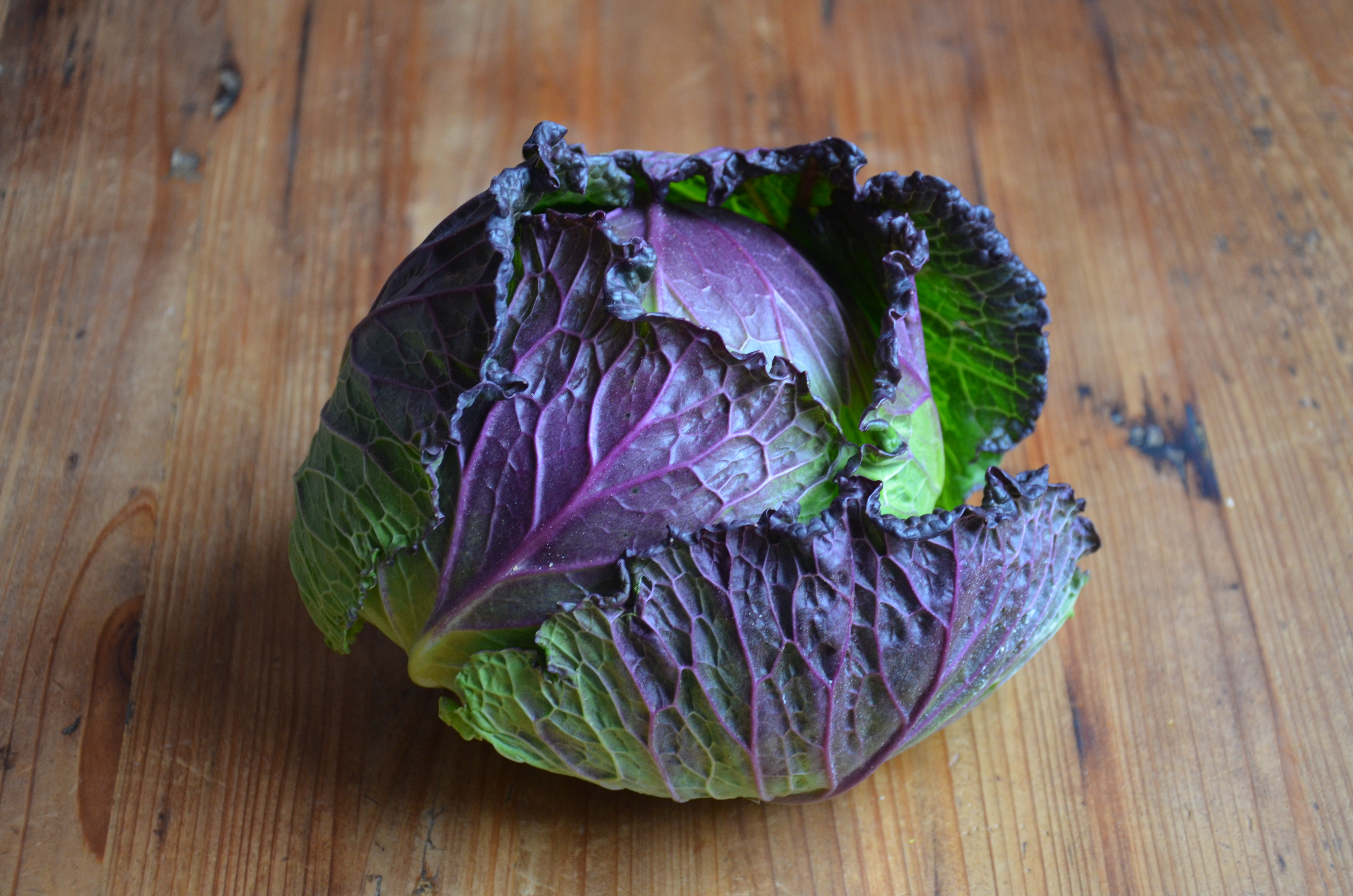
Le chou de Pontoise est un cultivar issu des variétés chou de Milan et chou cabus.

- Aubervilliers (pomme ronde fripée)
- Marner Grüfewi (pomme plate bien fripée)
- Gros des Vertus (pomme plate fripée)
- Violet de Pontoise (de couleur vert violacée anthocyanée, aux feuilles moins fripées et moins résistantes au froid, au goût doux)[3],[4].

En 2023, 19 variétés de chou de Milan sont inscrites au catalogue officiel français

## Utilisation
Les choux de Milan se consomment généralement cuits de diverses façons : soupes, pot-au-feu, cuits à l'eau, ou comme légumes d'accompagnement. Ses feuilles gaufrées le rendent particulièrement propice à la fabrication de choux farcis entiers (la farce est introduite entre les feuilles).
On peut également consommer le cœur blanc-jaune cru en salade.

## Production
Le chou de Milan, de par ses caractéristiques[précision nécessaire], est produit sous une vaste plage de latitudes de la Finlande au Maroc.